# 伊南羽桜
伊南 羽桜（いなみ はな、10月27日 - ）は、日本の女性声優。東京都出身。ケンユウオフィス所属。

## 来歴
日本工学院専門学校卒。

## 人物
趣味は歌唱、散歩。

## 出演
太字はメインキャラクター。

### テレビアニメ
- 凍牌〜裏レート麻雀闘牌録〜（2024年、女[初出 1][2]）
- Aランクパーティを離脱した俺は、元教え子たちと迷宮深部を目指す。（2025年、マリナ[3][初出 1]）
- 俺だけレベルアップな件 Season 2 -Arise from the Shadow-（2025年、子供[4][初出 2]）
- 傷だらけ聖女より報復をこめて（2025年）[初出 1]

### Webアニメ
- カイリューとゆうびんやさん（2025年、ヒトモシ）

### ゲーム
- けものフレンズ3（キットギツネ）
- デュエル・マスターズ プレイス（傀儡のイザナイ メイプルシロップ 他）
- エターナルリターン（2020年、レニ）
- カルドアンシェル（2024年、ロゼ・バーミリオン[5]、シャムロック[6]、ジパング♀ [7]）
- 異世界∞異世界（2025年、リリア[8]）
- ファントム・ブレイブ 幽霊船団と消えた英雄[9]（2025年、ストライカー[10]、マリンディーヴァ[11] 他）
- 神魔之塔（2025年、命運歡樂頌•貝多芬）

### 吹き替え

#### アニメ
- キャッチ!ティニピン（エゴピン）

### イベント
- 声優紅白歌合戦2023 機動警察パトレイバー主題歌「そのままの君でいて」(バックダンサー）

### その他
- 30 MINUTES SISTERS PV（2024年、ナレーション）

## ディスコグラフィ

### キャラクターソング
| 発売日         | 商品名                                                  | 歌                             | 楽曲                   | 備考                             |
| -------------- | ------------------------------------------------------- | ------------------------------ | ---------------------- | -------------------------------- |
| 2024年10月24日 | カルドアンシェル パッケージ限定版付属サウンドトラックCD | ロゼ・バーミリオン（伊南羽桜） | 「You Are The Reason」 | ゲーム『カルドアンシェル』関連曲 |

### 初出話一覧
1. 1 2 3  第1話初出
2. ↑  第22話初出